# Damavand
El monte Damāvand ([dæmävænd]ⓘ en persa: دماوند‎) es un estratovolcán durmiente de 5.610 metros de altitud, que marca el punto más alto de la cordillera de los montes Elburz. Situado en Irán, es también la mayor altura de Oriente Medio y el volcán más alto de Asia. Está situado a unos 50 kilómetros al noreste de la ciudad de Amol en Māzandarān, y cercano también a la costa sur del mar Caspio. Aunque no tiene actividad volcánica, existen algunas fumarolas cerca del cráter de la cumbre que depositan azufre, que se mostraron activas en julio de 2007.

## Altitud
La altura de 5.610 metros es la que proporciona el Centro Estadístico de Irán, un dato que es consistente con los datos de SRTM. Una medición GPS de 2007 reportó una altura ligeramente mayor de 5.623 metros, pero también otorgaba -17 metros para el cercano mar Caspio, a pesar de que la altura aceptada de este mar es de -28 metros, introduciendo así una ligera imprecisión en las medidas GPS de esta zona. Una cifra más antigua, 5.671 metros, no es consistente con las fuentes anteriores y no hay ninguna evidencia de que esté basada en ninguna medición moderna, aunque todavía es la altura más frecuentemente mostrada en Internet.

## Mitología
Este monte está muy presente en la mitología persa, debido a su imponente aspecto y a que está situado en el corazón de la zona en la que desde siempre ha vivido el pueblo iraní. Desde él lanzó Arash el arquero la flecha que delimitó la frontera de Irán con el pueblo turaní, y en él fue derrotado Azhi Dahaka Zahhak el dragón a manos de Kaveh el herrero y de Fereydun.
El primer verso del famoso poema de Mohammad Taqī Bahār, Damavand dice:
ای دیو سپید پای در بند

Ay dīve sepīde pāī dar band,

Oh demonio blanco con los pies en cadenas

ای گنبد گیتی ای دماوند

Ay gonbade gītī, ay Damāvand

Oh cúpula terrestre, oh monte Damavand

## Rutas

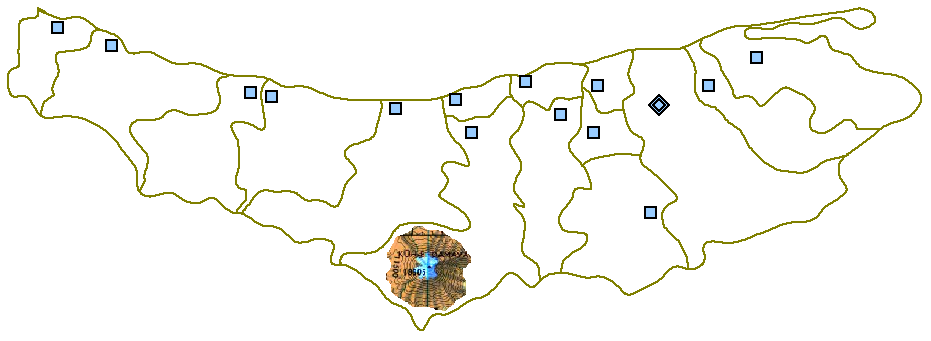
Localización del monte Damavand en Mazandarán.

Hay al menos 16 rutas conocidas a la cumbre, que tienen dificultades diferentes. Algunas son muy peligrosas y es necesario escalar en la roca. La ruta más popular es la Ruta Sur, que dispone de un campamento a los 4.220 metros. La ruta más larga se encuentra en el noroeste y se necesitan dos días enteros para llegar a la cumbre, empezando del pueblo de Nāndal y pasando una noche a Takht-e Fereydoun (4300 metros). La ruta del oeste es famosa por su vista de la puesta de sol.

## Galería

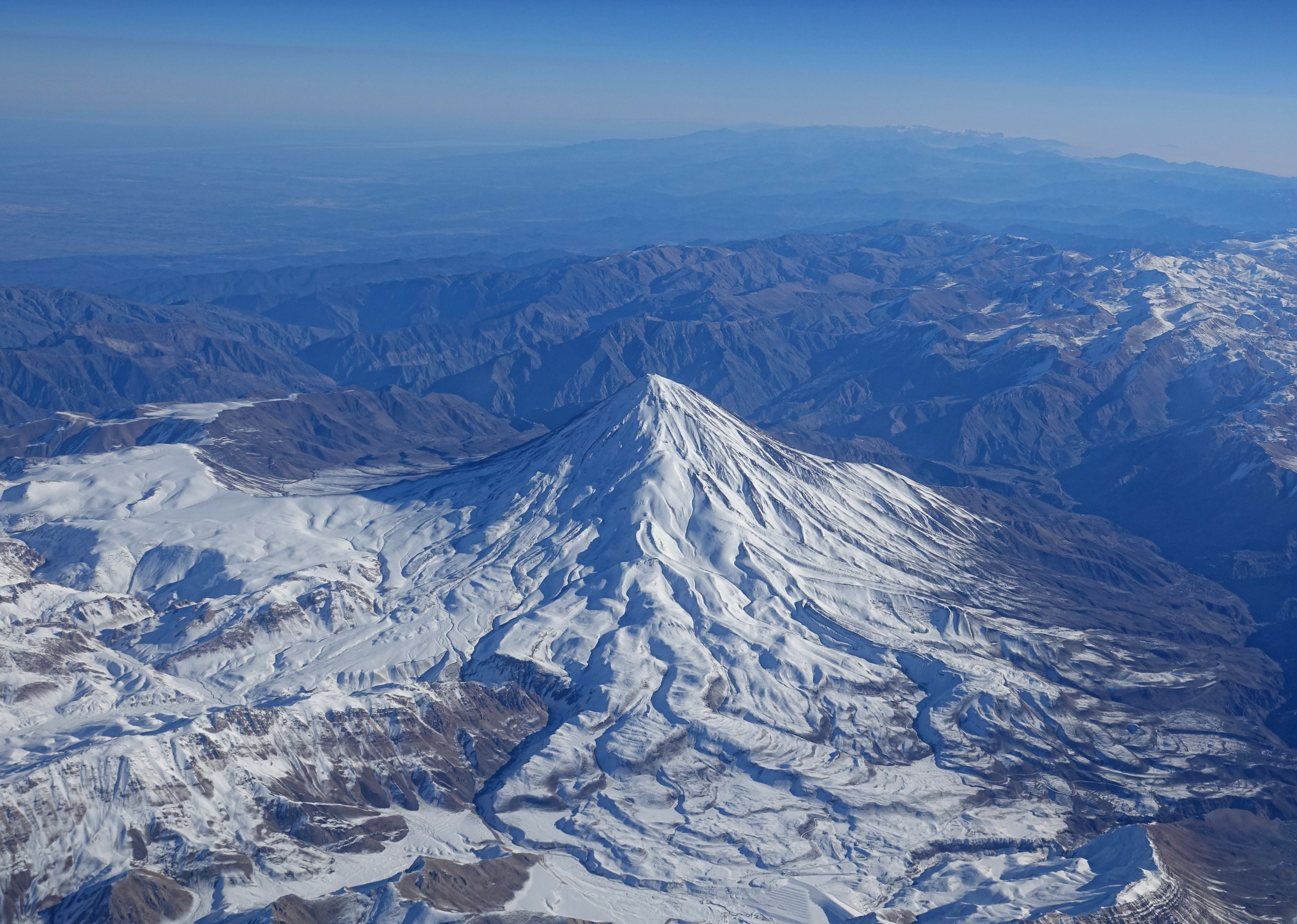
Vista aérea del monte Damavand.
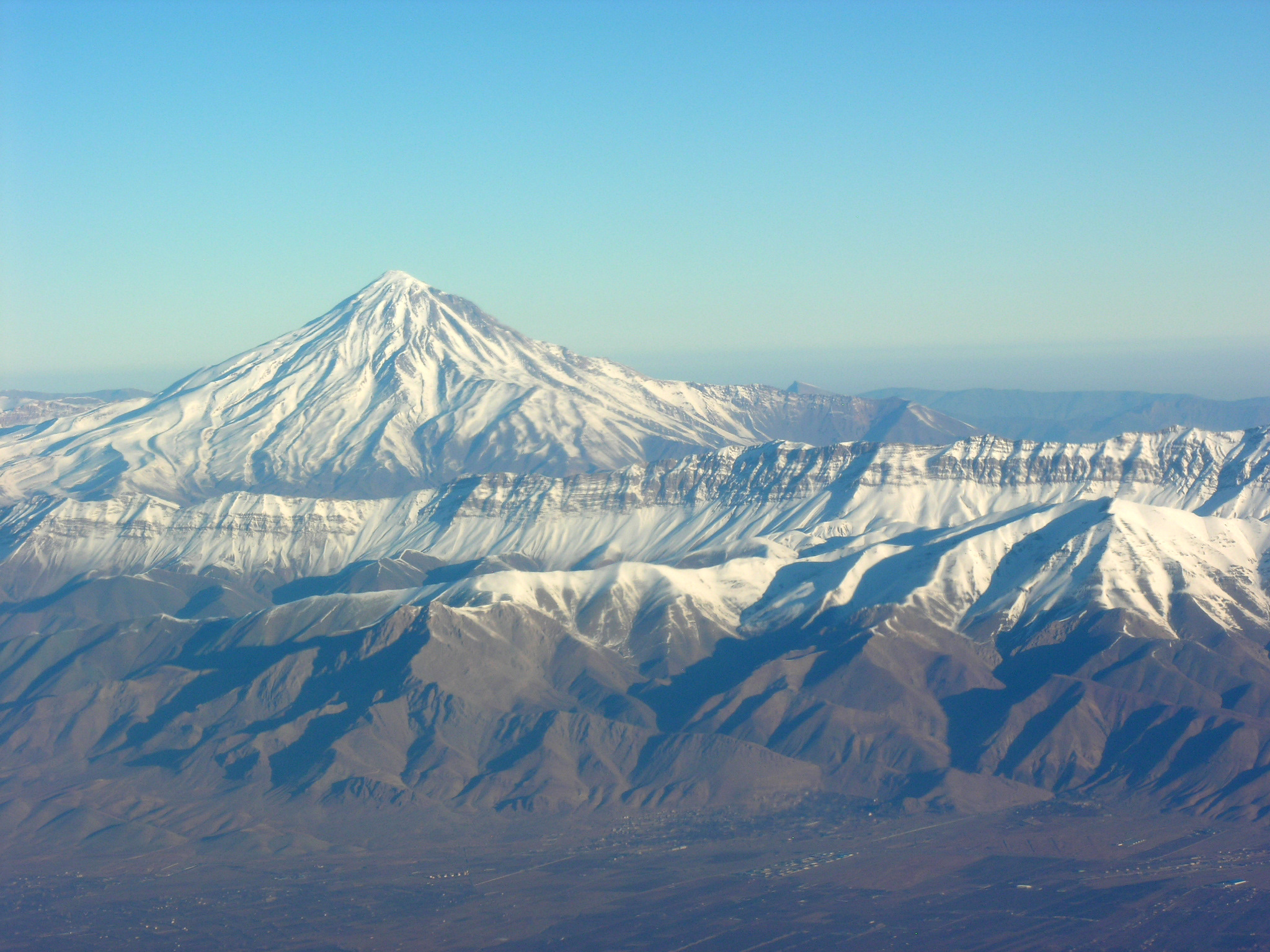
Vista lejana
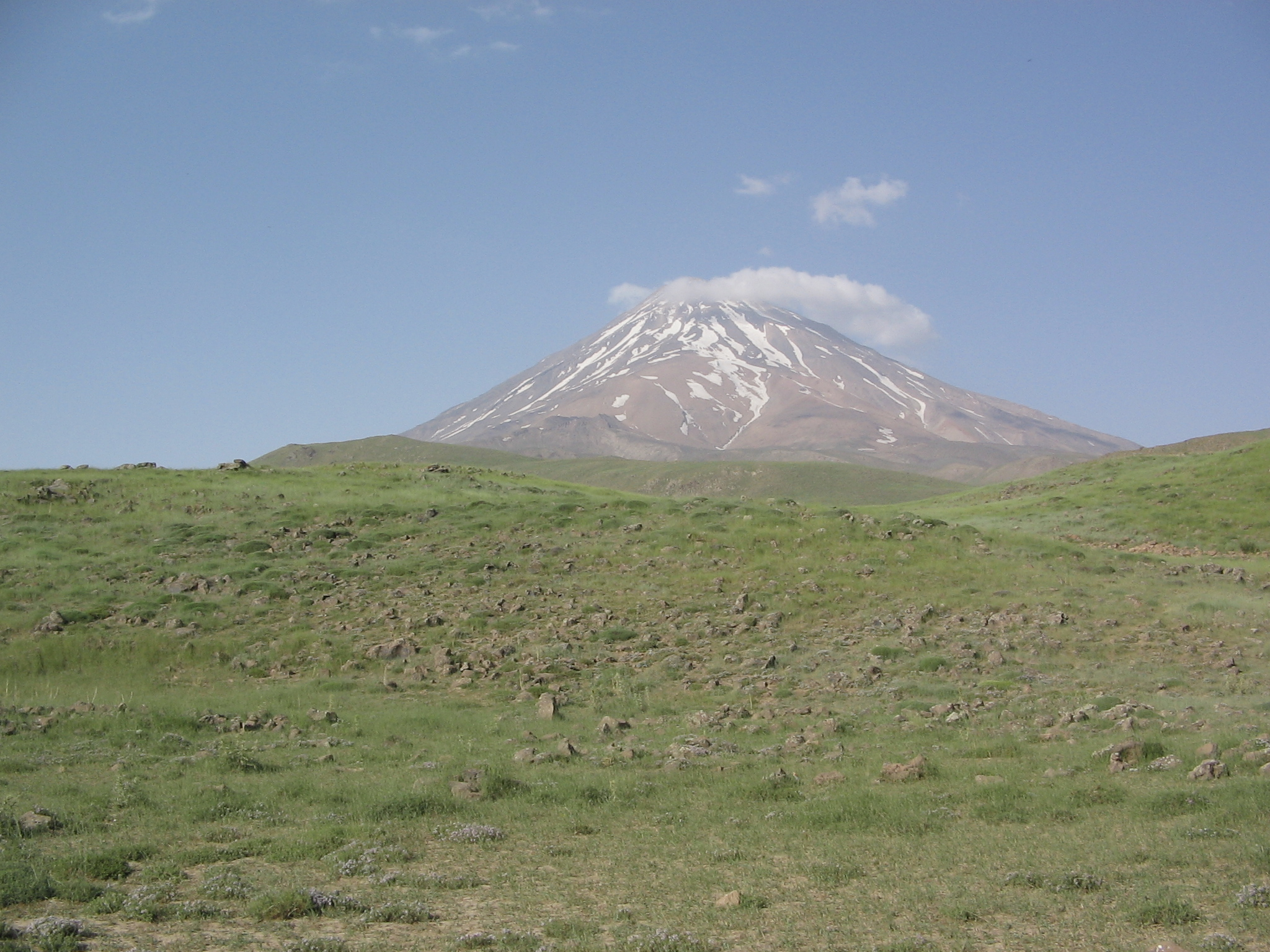
El Damavand desde la meseta iraní.
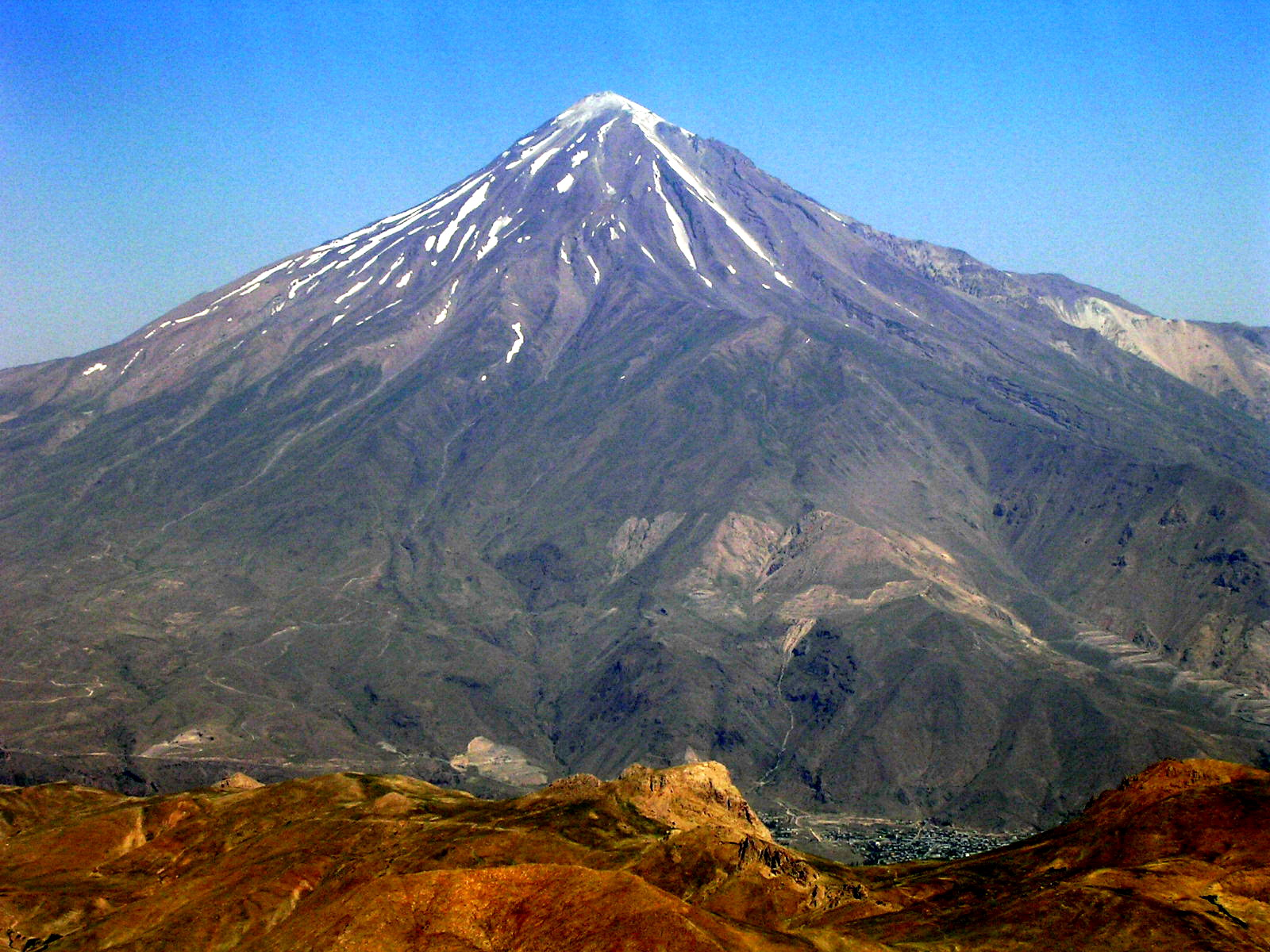
Cumbre en verano.
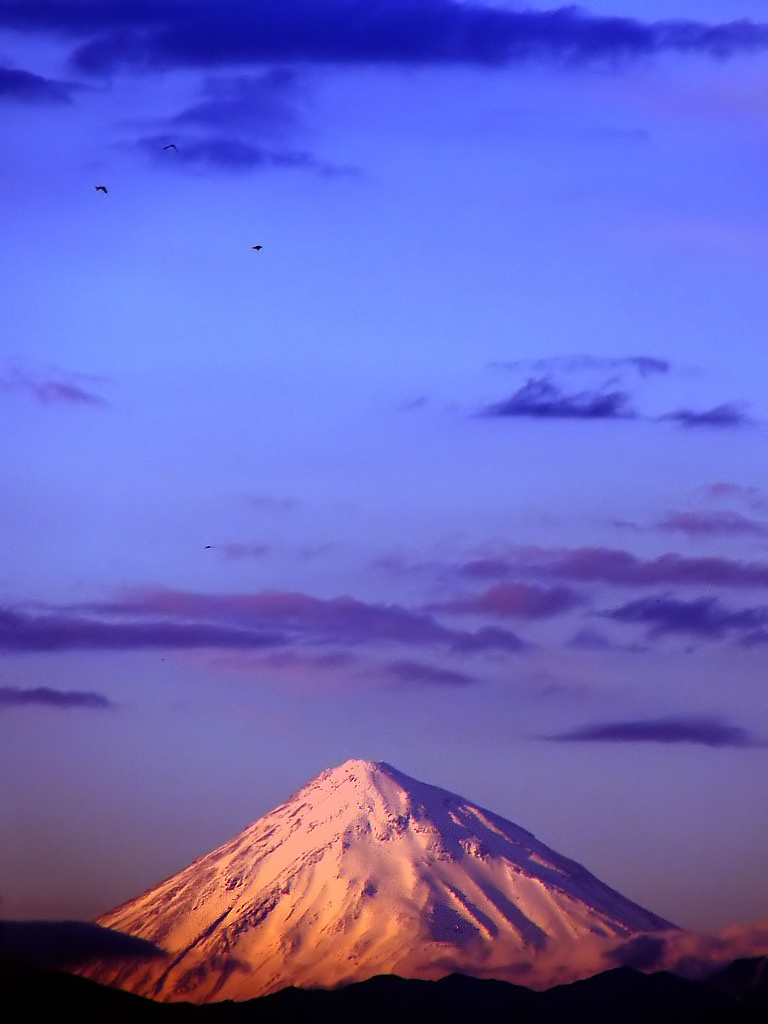
Montaña en un atardecer.